# Tour della nazionale maschile di rugby a 15 delle Figi 1996
Nel 1996 la nazionale di rugby delle Figi ha proseguito l'opera di ricostruzione dopo la mondiali 1995, a cui non ha partecipato in quanto eliminata a sorpresa nelle qualificazioni da Tonga.
Due furono i tour: uno in Nuova Zelanda e Sudafrica e uno più tardi ad Hong Kong.

## In Nuova Zelanda e Sudafrica
| 17 giugno 1996 | Northland | 18 – 49 | Figi XV |  |

| 19 giugno 1996 | Poverty Bay | 6 – 49 | Figi XV |  |

| 23 giugno 1996 | Waikato | 25 – 33 | Figi XV |  |

| Arbitro: | Johan Meuwesen |

|                                                       |      |                    |
| Andrews, Joubert Mulder, van Schalkwyk 1 meta tecnica | mt   | Rauluni, Veitayaki |
| Honiball 2, Joubert                                   | tr   | Nicky Little       |
| Honiball 2, Joubert                                   | c.p. | Nicky Little 2     |

| 5 luglio 1996 | North Transvaal | 37 – 44 | Figi XV |  |

## Ad Hong Kong
| Arbitro: | Naiko Saito |

| |            | |
| Chris Jones | mt         | Tuilevu 3, Bari 2 Naevo, Rayasi Nagicu |
| | tr         | N.Little 6 |
| Rick Muik 2 | c.p.       | N.Little 4 |
| 15.Filipe Raisai 14. Aisea Tuilievu 11. Manasa Bari 13.Alfred Uluinayau 12.Lawrence Little 10.Nicky Little 9. Jason McLennan 8. Daniel Rouse 7. Apenisa Naevo 6.Tomasi Tamanivalu 5.Ifereimi Tawake 4.Emori Katalau 3.Epeli Naituivau 2.Greg Smith 1.Joeli Veitayaki sostituti: 21.Asalusi Nagicu Non entrati : 16.Jone Vakaloloma 17.Ilaitia Vuniyasawa 18.Niko Qoro 19.Eminoni Batimala 22.Sale Sorovaki | Formazioni | 15.Rick Muik 14.Chris Jones 11.Ashley Billington 13.Robert Santos 12.Warren Warner 10.Vaughan Going 9.Murray John Wilson 8.Stuart Krohn 7.Rick Shuttleworth 6.Jon Dingley 5.Neil Alton 4.Roger Patterson (capt) 3.David Lewis 2.Alan Clark 1.Rob Grindlay Non entrati : 16.Robin Bredbury 17.Isi Tu'ivai 18.Leighton Duley 19.Paul Dingley 21.Hamish Bowden |

| Hong Kong 1º ottobre 1996 | Hong Kong XV | 3 – 92 | Figi XV | Aberdeen Stadium |

| Arbitro: | Shinchi Iwashita |

| |            | |
| Davis, Tu'ivai | mt         | Bari, Nasilasila, Rouse |
| | tr         | Nicky Little 2 |
| Warner 2 | c.p.       | Nicky Little 6 |
| 15.Chris Jones 14.Isi Tu'ivai 13.Rodney McIntosh 12.Warren Warner 11.Ashley Billington 10.Vaughan Going 9.Robin Bredbury 8.Duane Davis 7.Brett Shuttleworth 6.Jon Dingley 5.Stuart Krohn 4.Roger Patterson (c) 3.Leighton Duley 2.Alan Clark 1.Rob Grindlay Non entrati : 16.Paul Dingley 17.Hamish Bowden 18.Neil Alton 19.Richard Muik 21.Murray Wilson | Formazioni | 15.Filipe Rayasi 14.Sunia Nasilasila 12.Alfie Uluinayau 13.Lawrence Little 11.Manasa Bari 10.Nicky Little 9.Jone Vakaloloma 8.Dan Rouse 7.Apenisa Naevo 6.Tomasi Tamanivalu 5.Mark Black 4.Setoki Niqara 3.Mosese Taga 2.Eminoni Batimala 1.Joeli Veitayaki (c) sostituti: Niko Qoro Ilaitia Vuiyasawa A. Naqicu Jason McLennan Non entrati : Sale Sorovaki Emori Katalau |